# بیلی بوردمن
بیلی بوردمن (انگلیسی: Billy Boardman; ۱۴ اکتبر ۱۸۹۵ – ۸ ژانویهٔ ۱۹۵۱ (۵۵ سال)) بازیکن فوتبال اهل بریتانیا بود.
از باشگاه‌هایی که در آن بازی کرده‌است می‌توان به باشگاه فوتبال دونکستر راورز، باشگاه فوتبال لیدز یونایتد، و باشگاه فوتبال کرو آلکساندرا اشاره کرد.